# ريتشي كوستر
ريتشي كوستر (بالإنجليزية: Ritchie Coster)‏ مواليد 1 يوليو 1967 في إدمونتون، لندن، إنجلترا، المملكة المتحدة، هو ممثل إنجليزي.

## الأعمال
- 2008: فارس الظلام

## وصلات خارجية
- ريتشي كوستر على موقع IMDb (الإنجليزية)
- ريتشي كوستر على موقع ألو سيني (الفرنسية)
- ريتشي كوستر على موقع أول موفي (الإنجليزية)
- ريتشي كوستر على موقع قاعدة بيانات برودواي على الإنترنت (الإنجليزية)
- ريتشي كوستر على موقع قاعدة بيانات الأفلام السويدية (السويدية)
- ريتشي كوستر على موقع قاعدة بيانات الفيلم (الإنجليزية)
- ريتشي كوستر على موقع كينوبويسك (الروسية)